# Georg Biermann

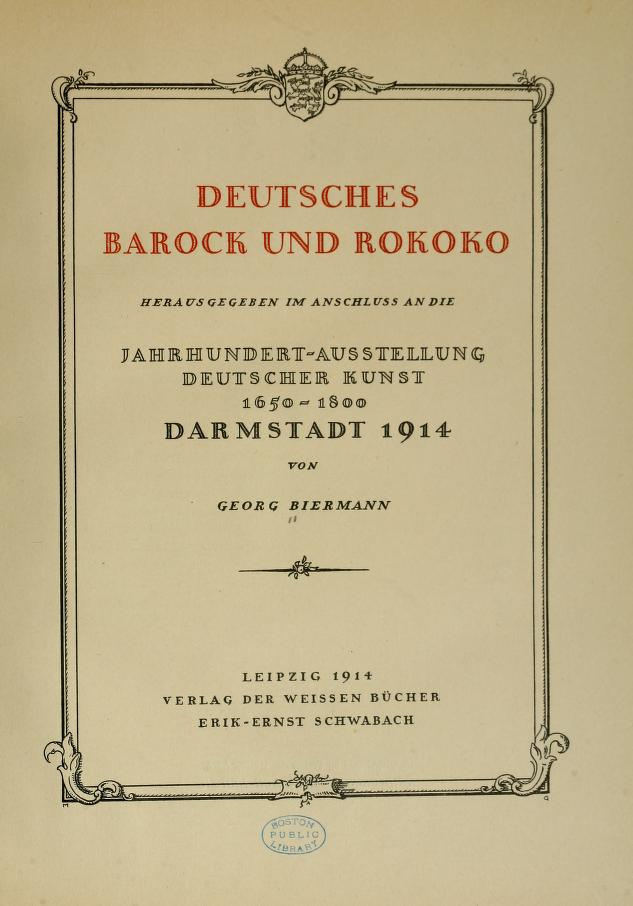
Georg Biermann: Deutsches Barock und Rokoko (1914)

Georg Biermann (* 7. Juli 1880 in Köln; † 3. April 1949 in Pullach bei München) war ein deutscher Kunsthistoriker und Verleger.

## Leben
Georg Biermann, Sohn des Kaufmanns Otto Biermann, studierte nach dem Abitur am humanistischen Gymnasium ab 1898 Geschichte an den Universitäten Marburg, Berlin und Rostock und wurde 1901 in Rostock promoviert. 1901 bis 1903 verbrachte er in Florenz als Lehrer an der Kunstakademie. 1904 leistete er seinen Militärdienst in Deutschland ab. 1907 gründete er mit Werner Klinkhardt (1882–1926) den Verlag Klinkhardt & Biermann in Leipzig. In dem Verlag, der auf Kunst und Kunsthandwerk spezialisiert war, erschienen auch die Zeitschriften Monatshefte für Kunstwissenschaft (1908–1920) und Cicerone. Halbmonatsschrift für Künstler, Kunstfreunde und Sammler (1909–1932), deren Herausgeber Biermann war. Von 1912 bis 1917 war er künstlerischer Berater von Großherzog Ernst Ludwig von Hessen in Darmstadt; dieser ernannte ihn auch zum Professor. Er kam in Kontakt zu Heinrich Tramm, Stadtdirektor von Hannover, dessen Berater in Kunstfragen er war. Von 1917 bis 1920 lebte er in Hannover, wo er als Leiter der Städtischen Kriegssammlung tätig war. 1920 bis 1921 war er Präsident der Kestner-Gesellschaft. Seit 1920 lebte Biermann in Bayern und war als Autor und Herausgeber kunsthistorischer Schriften und Zeitschriften tätig. Ab 1946 war er Leiter der Kunstabteilung des Verlags Kurt Desch.

## Schriften (Auswahl)
- Verona (= Berühmte Kunststätten. Band 23). Verlag von E.A. Seemann, Leipzig 1904, urn:nbn:de:bsz:14-db-id187161077X9.
- Deutsches Barock und Rokoko. E. E. Schwabach, Leipzig 1914 (Textarchiv – Internet Archive).
- Max Pechstein (= Junge Kunst. Volksausgabe 1). Klinkhardt & Biermann, Leipzig 1919.
- Heinrich Campendonk (= Junge Kunst. Band 17). Klinkhardt & Biermann, Leipzig 1921.